# Canal Dniepr - Donbass
 (août 2025).
Le Canal Dniepr - Donbass est un canal d'alimentation en eau d'Ukraine, joignant le fleuve Dniepr au sud-ouest, et la rivière Donets au nord-est.

## Parcours
Le canal Dniepr - Donbass prélève ses eaux dans le réservoir de Kamianske, en amont de la ville de Dnipro, dans l'oblast de Dnipropetrovsk. Il poursuit son cours vers le nord-est dans l'oblast de Kharkiv, vers la rivière Donets.
Le canal prélève son eau près de la localité de Chulhivka, et suit en partie le cours de la rivière Oril, en rive gauche du fleuve Dniepr. Il passe alors par les communes urbaines de Perechtchepyne, de Krasnopavlivka et d'Orilka. Il amène ensuite ses eaux à la rivière Donets, près de la localité de Petrivske, à 21 kilomètres en amont de la ville d'Izioum, dans l'oblast de Kharkiv.